# Ioannis Pittas
Ioannis Pittas (en hebreo: Ιωάννης Πίττας‎; Limasol, 10 de julio de 1996) es un futbolista chipriota que juega en la demarcación de delantero para el PFC CSKA Sofía de la Primera Liga de Bulgaria.

## Selección nacional
Tras jugar con la selección de fútbol sub-21 de Chipre hizo su debut con la selección absoluta el 8 de junio de 2019 en un partido de la clasificación para la Eurocopa 2020 contra Escocia que finalizó con un resultado de 2-1 a favor del combinado escocés tras los goles de Andrew Robertson y Oliver Burke para Escocia, y de Ioannis Kousoulos para Chipre.

## Clubes
| Club                                 | País     | Año       | Partidos | Goles |
| ------------------------------------ | -------- | --------- | -------- | ----- |
| Apollon Limassol F. C.               | Chipre   | 2015-2018 | 37       | 3     |
| Enosis Neon Paralimni F. C. (cedido) | Chipre   | 2018-2019 | 34       | 12    |
| Apollon Limassol F. C.               | Chipre   | 2019-2023 | 147      | 48    |
| AIK Estocolmo                        | Suecia   | 2023-2025 | 50       | 26    |
| PFC CSKA Sofía                       | Bulgaria | 2025-     | 7        | 3     |

## Palmarés

### Campeonatos nacionales
| Título                     | Club                   | País   | Año  |
| -------------------------- | ---------------------- | ------ | ---- |
| Copa de Chipre             | Apollon Limassol F. C. | Chipre | 2016 |
| Supercopa de Chipre        | Apollon Limassol F. C. | Chipre | 2016 |
| Copa de Chipre             | Apollon Limassol F. C. | Chipre | 2017 |
| Supercopa de Chipre        | Apollon Limassol F. C. | Chipre | 2017 |
| Primera División de Chipre | Apollon Limassol F. C. | Chipre | 2022 |
| Supercopa de Chipre        | Apollon Limassol F. C. | Chipre | 2022 |